# Fororak
Fororak (Phorusrhacos) – rodzaj wielkich, wymarłych nielotnych ptaków z rodziny Phorusrhacidae, występujących w miocenie na terenie Patagonii, 20–14 milionów lat temu. Obejmuje jeden gatunek – Phorusrhacos longissimus.

## Budowa i biologia

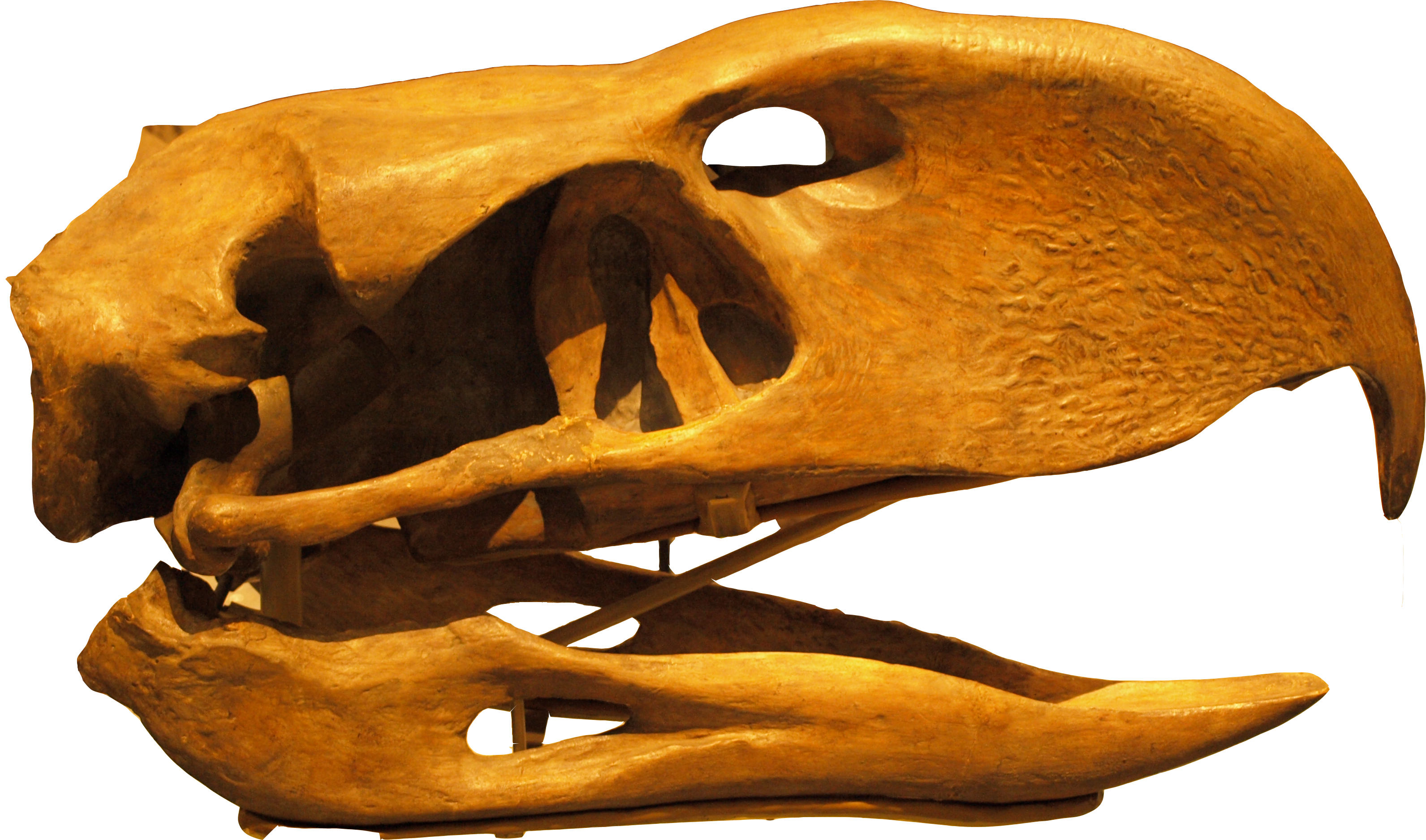
Czaszka Phorusrhacos longissimus

Grzbiet fororaka znajdował się około 140 cm nad ziemią, natomiast głowę mógł unosić na wysokość 250 cm. Ważył około 130 kg.
Ptaki te miały ogromne dzioby (zajmujące ponad 50% powierzchni czaszki). Podobnie jak u wszystkich lub niemal wszystkich Phorusrhacidae, skarlałe skrzydła uniemożliwiały fororakowi latanie. Analizy biomechaniczne blisko spokrewnionego z fororakiem ptaka – jednak o znacznie większej masie, wynoszącej ok. 350 kg – sugerują, że mógł on bardzo szybko biegać, z prędkością dochodzącą do nawet 50 km/h. Fororaki były prawdopodobnie dominującymi drapieżnikami w swoich ekosystemach.

## Systematyka
Phorusrhacos longissimus został opisany w 1887 roku przez Florentina Ameghino, który wówczas niekompletną żuchwę fororaka zinterpretował jako należącą do bezzębnego ssaka. W 1889 roku Ameghino zmienił nazwę rodzajową na Phororhacos, co zaakceptowała większość późniejszych autorów. W 1963 roku Brodkorb zwrócił uwagę, że zmiana nazwy rodzajowej nie jest uzasadniona i przywrócił nazwę Phorusrhacos, którą ostatecznie uprawomocniła decyzja Międzynarodowej Komisji Nomenklatury Zoologicznej z 1992 roku, mimo iż niektórzy autorzy sugerowali utrzymanie nazwy Phororhacos.
Fororak należy do wymarłej rodziny Phorusrhacidae, obejmującej kilkanaście rodzajów wielkich, drapieżnych nielotów, będących dominującymi drapieżnikami Ameryki Południowej przez niemal cały kenozoik. Fororak należy do podrodziny Phorusrhacinae, obejmującej również rodzaje Devincenzia, Kelenken i Titanis, jednak dokładne pokrewieństwo jej przedstawicieli jest niejasne.

## Fororak w kulturze
Fororak był jednym z bohaterów znanej książki Arthura Conana Doyle’a pt. Zaginiony świat. Ptak nazywany fororakiem pojawił się też w piątym odcinku serialu Wędrówki z bestiami, pt. Tygrys szablozębny. W rzeczywistości rodzaj Phorusrhacos wyginął około 14 mln lat wcześniej, niż dzieje się akcja odcinka, a ukazany w nim ptak to Titanis (występował on jednak w Ameryce Północnej, a nie Południowej).
Występuje on także w grze Original War jako jeden z przedstawicieli lokalnej fauny. Nie można go oswoić, spotkać go można w większości misji (gdzie występują lasy). Zgodność z historią obejmuje jego szybkość poruszania się, wielkość i brak możliwości lotu. Podobnie jednak jak w przypadku książki Doyle’a, występuje tu nieścisłość historyczna – ptak ten występuje jeszcze w okresie 2 mln lat p.n.e.